# Agaton Sax och den bortkomne mr Lispington
Agaton Sax och den bortkomne Mr Lispington (1966) är Nils-Olof Franzéns åttonde roman om detektiven Agaton Sax.

## Handling
Boken börjar med att Lispington ringer upp Agaton Sax. Då får Agaton Sax höra hur Lispington blir kidnappad av Herr Gustafsson och hans anhang. Samma natt får Agaton Sax besök av Herr Gustafssons kumpaner Lambert Ruskington och Franska Kråkan som är ute after att förinta Tänkande August, Agaton Sax' utomordentliga datamaskin. Men Agaton Sax var förberedd. Han infångade dem båda.
Nu reser Agaton Sax ner till Rhodos med sitt plan Hermes 2, för på Rhodos finns den lika farlige som okände ligachefen Kolossen på Rhodos. På vägen till Rhodos blir han förföljd av Herr Gustafsson i ett annat plan. Agaton Sax försöker följa efter Herr Gustafsson när planet landat, men han tappar honom ur sikte.
På Rhodos går Agaton Sax på promenad. Då plötsligt får Tickie (Agaton Sax' hund) ett spår och de hittar Lispington. Han blev fraktad till Rhodos av Herr Gustafsson för att han skulle kunna sätta dit Kolossen på Rhodos, Herr Gustafssons värste konkurrent om herraväldet i den undre världen. Agaton Sax upptäcker en liten mikrofilm i Lispingtons tand. Den har satts dit av Lispingtons tandläkare i London som Lispington var på beök hos i veckan. Den tandläkaren samarbetar med Kolossen, liksom den tandläkare på Rhodos som Lispington rekommenderades att besöka under sin vistelse där. Agaton Sax förstorar mikrofilmen som Lispington hade i tanden. Där finns en karta över var den riktiga försvunna jätte-bronsstatyn tros finnas. Kartan hade stulits från British Museum, där den legat bortglömd länge.
Tillsammans går Lispington och Agaton Sax rakt in i skurkarnas tillhåll. Där blir Lispington återigen tillfångatagen av Herr Gustafsson, men han befrias snart av Agaton Sax. När Agaton Sax, Lispington och Herr Gustafsson ska gå kommer Kolossen med en pistol och Agaton Sax tvingas förstöra kartan. Efter det infångar Agaton Sax både Herr Gustafsson och Kolossen på Rhodos.